# Nouvel hôtel de ville de Podgórze
Le Nouvel hôtel de ville (en polonais Nowy Ratusz) de l'ancienne ville de Podgórze est un bâtiment historique de Cracovie, situé dans la rive droite de la ville.
C'est la deuxième (et dernière) mairie de la Ville Royale Libre de Podgórze. Le bâtiment a été construit entre 1844 et 1854. De nombreux éléments d'origine ont été conservés à l'intérieur, par exemple le mobilier de la salle du conseil municipal de Podgórze. Au sommet de la façade se trouvent les armoiries de la ville de Podgórze. Actuellement, l'édifice abrite le service du logement de la mairie de Cracovie ainsi que le bureau et le siège du conseil et du comité de gestion du district XIII Podgórze.

## Bibliographie

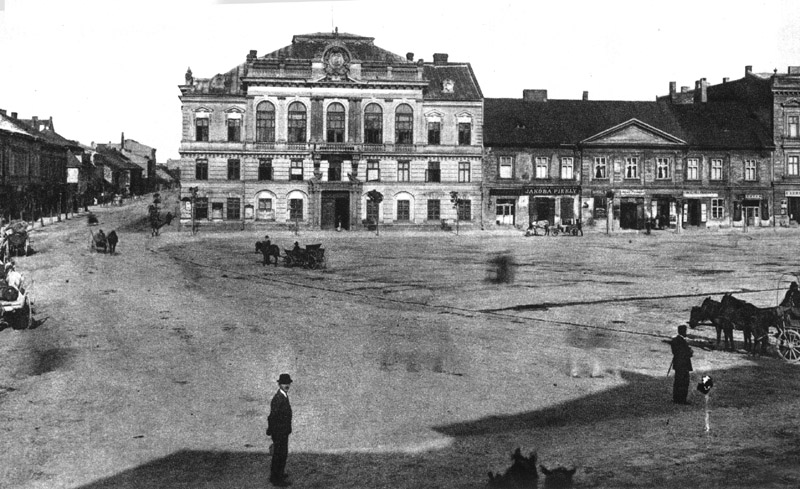
La mairie sur une photo d'Ignacego Krieger à la fin du XIXe siècle